# Duarte Victor

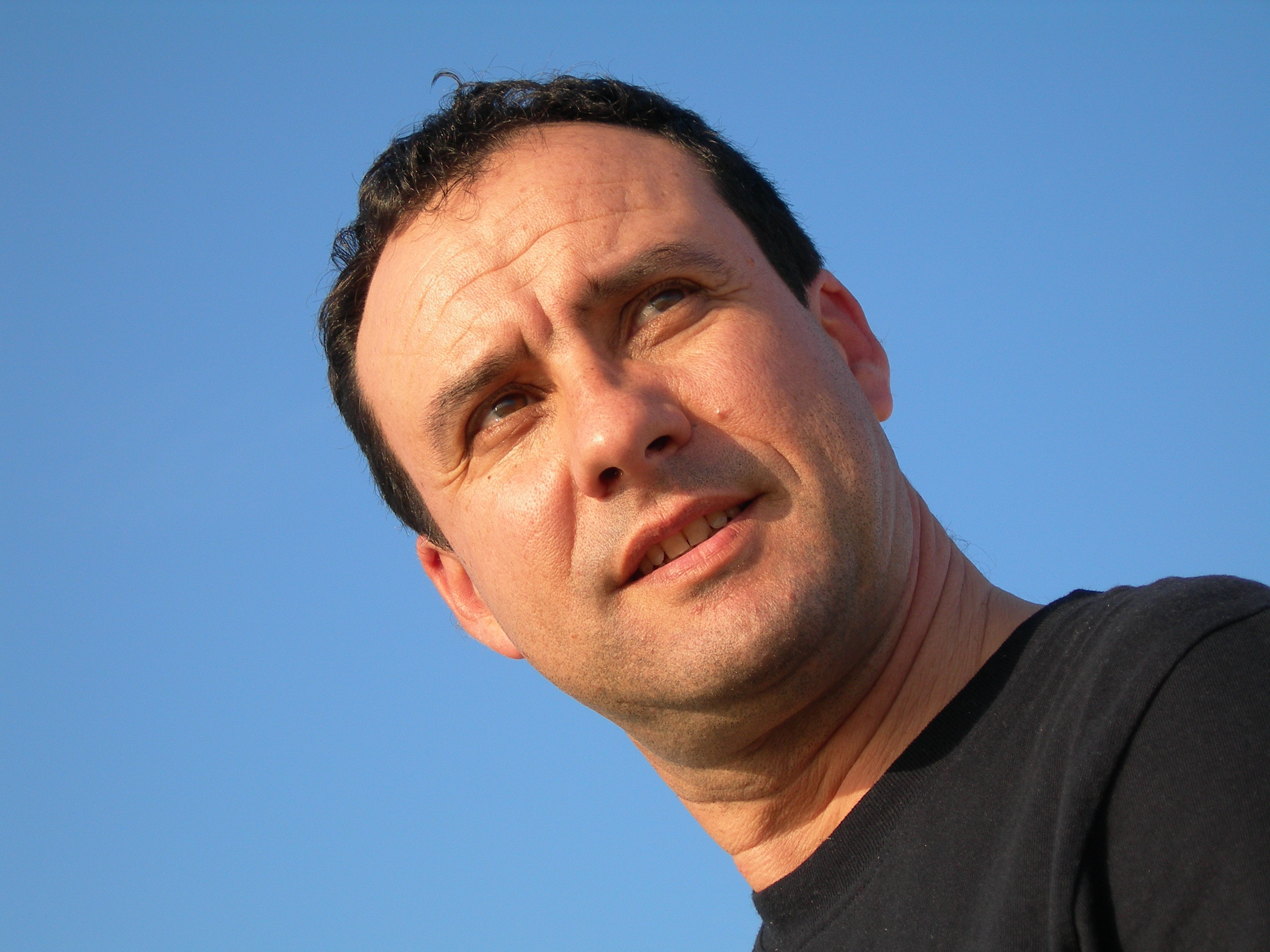

João Manuel Pinto Duarte Vítor (Ílhavo, 20 de fevereiro de 1959) é um actor e encenador português.
Inicia, em 1976, a sua actividade profissional em Setúbal, como actor no Teatro Animação de Setúbal, companhia onde ainda hoje se mantém e que dirigiu entre 2001 e 2005.
Frequentou cursos e estágios de interpretação, encenação, movimento e drama, voz, estética teatral, etc. com vários mestres e professores dos quais se salientam: Augusto Boal, Luís de Lima, Eva Winkler, Águeda Sena, Bettina Jonic, Orlando Vitorino, Osório Mateus, Maria João Brilhante, Maria Helena Serôdio, Anabela Mendes, etc.
Participou como actor em 60 peças de teatro e encenou, a partir de 1983, 20 espectáculos teatrais, de autores da grande dramaturgia universal. Gil Vicente, António José da Silva, Molière, Marivaux, William Shakespeare, Almeida Garrett, Raul Brandão, José Régio, Teresa Rita Lopes, Mário de Carvalho, Bertolt Brecht, Harold Pinter, Jaime Salazar Sampaio, Arrabal, Edward Albee, Anton Tchekov,Ionesco, são alguns desses dramaturgos. Foi dirigido em teatro ou televisão por, Amélia Rey Colaço, Carlos César, Carlos Wallenstein, Mário Barradas, Nicolau Breyner, Carlos Avilez, Herlander Peyroteo, Lauro António, José Caldas, Fernando Gomes, Nuno Teixeira, Carlos Barradas, João Botelho, Atílio Riccó, Jorge Queiroga, Fernando Ávila, etc.
Interpretou várias personagens, em telefilmes, telenovelas e sitcoms: "Os Fantasmas" (RTP), “O meu caso” (RTP), “Filomena Marturano” (RTP), “O gato” (RTP), “Palavras Cruzadas” (RTP), “Chuva na areia” (RTP), “Passarelle” (RTP), “Barba e Cabelo” (SIC), “Marina Dona Revista” (SIC), “Cuidado com o Fantasma”(SIC),”Era uma vez” (SIC), “Um sarilho chamado Marina” (SIC), “Bora lá Marina” (TVI), “Camilo e Sarilhos” (SIC), “Morangos com Açúcar” (TVI), “Max” (TVI), “Os Malucos do Riso” (SIC), “Dei-te Quase Tudo” (TVI), Floribela” (TVI), “Conta-me como Foi” (RTP), "Ilha dos Amores" (TVI), "Fascínios" (TVI), "O Dia do Regicídio" (RTP), "A vida privada de Salazar" (SIC), "Pai à força" (RTP), "Camilo Presidente" (SIC), "Meu Amor" (Plural/TVI), "Laços de Sangue" (SP/SIC), "Voo Directo" (SP/RTP), Jardins Proibidos (Plural/TVI), Água de Mar (Coral/RTP), Mar Salgado (SP/SIC), Coração D'Ouro (SP/SIC), A TEIA (TVI), etc.
É diplomado pelo curso de especialização em Estudos de Teatro da Faculdade de Letras da Universidade de Lisboa e Mestre em Educação Artística na especialidade de Teatro na Educação pela Escola Superior de Educação de Lisboa.
Tem leccionado, desde 1982, aulas de expressão dramática em várias escolas do ensino básico, secundário, politécnico e centros de formação de professores e IEFP.
Em 1995 foi galardoado com a Medalha de Honra da Cidade de Setúbal na área da cultura.